# فرانك ميلر (ملحن)
فرانك ميلر (بالإنجليزية: Frank Miller)‏ هو ملحن ومغن مؤلف أمريكي، ولد في 29 يوليو 1918، وتوفي في 1986.

## وصلات خارجية
- فرانك ميلر على موقع ميوزك برينز (الإنجليزية)
- فرانك ميلر على موقع أول ميوزيك (الإنجليزية)
- فرانك ميلر على موقع ديسكوغز (الإنجليزية)